# Piero Monteverdi
 Piero Monteverdi  va ser un enginyer i constructor de cotxes, a més de pilot de curses automobilístiques suís que va arribar a disputar curses de Fórmula 1.
Piero Monteverdi va néixer el 7 de juny del 1934 a Binningen, Suïssa. Va ser el creador de Monteverdi, companyia constructora de vehicles esportius de gran luxe.

## A la F1
Va debutar a la cinquena cursa de la temporada 1961 (la dotzena temporada de la història) del campionat del món de la Fórmula 1, disputant el 6 d'agost del 1961 el GP d'Alemanya al circuit de Nürburgring.
Monteverdi va participar en una única prova puntuable pel campionat de la F1, no aconseguint classificar-se per disputar la cursa i no assolí cap punt pel campionat del món de pilots.

## Resultats a la Fórmula 1
| Any  | Equip      | Xassís | Motor | 1   | 2   | 3   | 4   | 5   | 6       | 7   | 8   | Posició | Punts |
| ---- | ---------- | ------ | ----- | --- | --- | --- | --- | --- | ------- | --- | --- | ------- | ----- |
| 1961 | Monteverdi | MBM    | MBM   | MON | HOL | BEL | FRA | GBR | ALE NVQ | ITA | USA | -       | 0     |

### Resum
| Curses: | Victòries: | Pòdiums: | Poles: | Voltes ràpides: | Punts: |
| ------- | ---------- | -------- | ------ | --------------- | ------ |
| 1       | 0          | 0        | 0      | 0               | 0      |